# (26702) 2001 FK143
2001 أف كي 143 (ويعرف أيضًا باسم (26702) 2001 أف كي 143 وفق تسمية الكوكب الصغير) (بالإنجليزية: 2001 FK143)‏ هو كويكب ضمن حزام الكويكبات؛ وترتيبه 26702 من حيث الاكتشاف.
اكتُشف هذا الجُرم الفلكي بواسطة مرصد لويل للبحث عن الأجرام القريبة من الأرض في 23 مارس 2001.

## وصلات خارجية
- (26702) 2001 FK143 في قاعدة بيانات مختبر الدفع النفاث لأجرام النظام الشمسي الصغيرة

- الاكتشاف · مخطط المدار ·  العناصر المدارية · المعلمات المادية

- (26702) 2001 FK143 على موقع ويكي سكاي: DSS2, SDSS, GALEX, IRAS, Hydrogen α, X-Ray, Astrophoto, Sky Map, Articles and images